# Indeks glikemiczny
Indeks glikemiczny (IG), wskaźnik glikemiczny – klasyfikacja produktów żywnościowych na podstawie ich wpływu na stężenie glukozy we krwi w ciągu 2–3 godzin po ich spożyciu (glikemia poposiłkowa).
Indeks glikemiczny jest definiowany jako średni procentowy wzrost stężenia glukozy we krwi po spożyciu, przez reprezentatywną statystycznie grupę ludzi, porcji produktu zawierającej 50 gramów przyswajalnych węglowodanów. Wzrost poziomu cukru we krwi w przypadku spożycia 50 gramów glukozy przyjęto jako podstawę skali (100%).
{\displaystyle indeks\ glikemiczny={\frac {ste{\dot {z}}enie\ glukozy\ we\ krwi\ po\ spo{\dot {z}}yciu\ produktu\ zawierajacego\ 50g\ weglowodan{\acute {o}}w}{ste{\dot {z}}enie\ glukozy\ we\ krwi\ po\ spo{\dot {z}}yciu\ 50g\ glukozy}}\cdot 100}
Aby wyznaczyć indeks glikemiczny, należy podać produkt w ilości zawierającej 50 gramów przyswajalnych węglowodanów kontrolnej grupie osób. Następnie przez dwie godziny, co piętnaście minut, bada się stężenie glukozy we krwi. Stwierdzono, że wartość średnia jest powtarzalna, a badania wykonane w różnych grupach osób dają zbliżone wyniki. Wyniki u osób chorych na cukrzycę są porównywalne z wynikami uzyskanymi u osób zdrowych.
Indeks glikemiczny dotyczy tylko węglowodanów, gdyż tłuszcze i białka nie powodują wysokiego wzrostu stężenia glukozy. Indeks glikemiczny może być używany do planowania diety odchudzającej, jednak – w przeciwieństwie do innych współczynników, jak liczba kalorii czy zawartość tłuszczu – różni się znacznie w podobnych produktach (na przykład różnych odmianach ryżu) i podlega dużym zmianom w procesie obróbki, a więc jest trudny w stosowaniu.
Im wyższa wartość IG danego produktu, tym wyższe stężenie glukozy we krwi po jego spożyciu. Produkty o wysokim indeksie powodują zarówno wysokie stężenie szczytowe, jak i szybki jego spadek.
Zwyczajowo produkty dzieli się na trzy grupy w zależności od indeksu glikemicznego:
- produkty o niskim indeksie glikemicznym (do 55)
- produkty o średnim indeksie glikemicznym (od 56 do 70)
- produkty o wysokim indeksie glikemicznym (powyżej 70)[1]

Powolne przyswajanie i stopniowy wzrost oraz spadek poziomu cukru we krwi po spożyciu produktów o niskim indeksie glikemicznym ułatwia jego kontrolę u osób chorych na cukrzycę. Jest to również zalecane dla osób zdrowych, gdyż powoduje mniejsze wydzielanie insuliny. Wolne przyswajanie pozwala ograniczyć napady głodu. Najbardziej zaleca się spożywanie produktów, których IG nie przekracza 60. Różne źródła podają różne wartości IG, w zależności od warunków badań testowych.
Spożywając posiłek zawierający różne produkty z węglowodanami, należy obliczyć wypadkowy indeks glikemiczny posiłku. W tym celu sumuje się węglowodany zawarte w poszczególnych produktach, następnie oblicza procentowy udział węglowodanów z tych produktów w węglowodanach całego posiłku, a potem mnoży te udziały odpowiednio przez indeksy glikemiczne poszczególnych produktów. Sumując otrzymane iloczyny, wylicza się indeks glikemiczny posiłku.
Dieta odchudzająca o niskim indeksie glikemicznym powinna zawierać nasiona roślin strączkowych, bogate w błonnik warzywa i owoce, produkty zbożowe z pełnego przemiału, produkty mleczne, chude mięso, drób i ryby. Od lat 80. popularne są na całym świecie diety niskoglikemiczne. Ich odmianą, znaną zwłaszcza w Europie i w Polsce, jest dieta Montignaca. Na indeksie glikemicznym opiera się również, popularna w Stanach Zjednoczonych, dieta South Beach.

## Krytyka i alternatywy
Indeks glikemiczny bierze pod uwagę tylko odpowiedź glikemiczną, pomijając odpowiedź insulinową, mierzoną za pomocą indeksu insulinowego i reprezentującą wpływ również innych składników odżywczych (poza węglowodanami).
Takie uproszczenie może prowadzić do mylnej oceny wpływu pokarmu na poziom insuliny we krwi. Badania wykazały, że korzystnemu dla diabetyków spożywaniu owoców towarzyszy szkodliwy wpływ soku owocowego, mimo podobnie niskiego indeksu glikemicznego. Pomimo tego może być przydatny dla osób chorujących na cukrzycę typu 2 oraz ludzi z zaburzoną tolerancją glukozy i hiperlipidemią mieszaną oraz hipertriglicerydemią. Indeks insulinowy należy jednak traktować z rezerwą i konsultować z lekarzem wykluczenia lub włączanie poszczególnych produktów do diety.